# Лейк-Люр (Північна Кароліна)
Лейк-Люр (англ. Lake Lure) — місто (англ. town) в США, в окрузі Рутерфорд штату Північна Кароліна. Населення — 1365 осіб (2020).

## Географія
Лейк-Люр розташований за координатами 35°26′50″ пн. ш. 82°12′2″ зх. д. / 35.44722° пн. ш. 82.20056° зх. д. (35.447205, -82.200655).  За даними Бюро перепису населення США в 2010 році місто мало площу 37,78 км², з яких 34,65 км² — суходіл та 3,13 км² — водойми.

## Демографія
Згідно з переписом 2010 року, у місті мешкали 1192 особи в 606 домогосподарствах у складі 401 родини. Густота населення становила 32 особи/км².  Було 2211 помешкання (59/км²).
Расовий склад населення:
| - 96,3 % — білих - 1,6 % — чорних або афроамериканців - 0,6 % — азіатів - 0,2 % — корінних американців - 0,1 % — вихідців з тихоокеанських островів |

До двох чи більше рас належало 1,0 %. Частка іспаномовних становила 1,6 % від усіх жителів.
За віковим діапазоном населення розподілялося таким чином: 8,6 % — особи молодші 18 років, 49,0 % — особи у віці 18—64 років, 42,4 % — особи у віці 65 років та старші. Медіана віку мешканця становила 62,4 року. На 100 осіб жіночої статі у місті припадало 96,1 чоловіків;  на 100 жінок у віці від 18 років та старших — 92,6 чоловіків також старших 18 років.
Середній дохід на одне домашнє господарство  становив 91 827 доларів США (медіана — 59 408), а середній дохід на одну сім'ю — 97 481 долар (медіана — 72 813). За межею бідності перебувало 8,8 % осіб, у тому числі 13,8 % дітей у віці до 18 років та 2,8 % осіб у віці 65 років та старших.
Цивільне працевлаштоване населення становило 437 осіб. Основні галузі зайнятості: науковці, спеціалісти, менеджери — 22,2 %, мистецтво, розваги та відпочинок — 18,8 %, роздрібна торгівля — 14,9 %, фінанси, страхування та нерухомість — 14,2 %.